# Diaphorus oblongus
Diaphorus oblongus är en tvåvingeart som beskrevs av Octave Parent 1928. Diaphorus oblongus ingår i släktet Diaphorus och familjen styltflugor.
Artens utbredningsområde är Costa Rica. Inga underarter finns listade i Catalogue of Life.